# Олівер Гросс
Олівер Гросс (нім. Oliver Gross; нар. 17 червня 1973) — колишній німецький тенісист.
Найвищу одиночну позицію світового рейтингу — 60 місце досяг 15 травня 1995, парну — 573 місце — 9 грудня 2002 року.
Здобув 10 одиночних титулів.
Найвищим досягненням на турнірах Великого шолома було 4 коло в одиночному розряді.

## Фінали турнірів ATP за кар'єру

### Одиночний розряд: 1 (1 поразка)
| Легенда                         |
| ------------------------------- |
| Турніри Великого шлема (0–0)    |
| Фінали Світового туру ATP (0–0) |
| Серія Мастерс ATP (0–0)         |
| Серія турнірів ATP (0–0)        |
| Світова серія ATP (0–1)         |

| Фінали за покриттям |
| ------------------- |
| Тверде (0–0)        |
| Ґрунт (0–1)         |
| Трава (0–0)         |
| Килим (0–0)         |

| Фінали за типом корту |
| --------------------- |
| Відкритий корт (0–1)  |
| Закритий корт (0–0)   |

| Результат | В-П | Дата     | Турнір                 | Рівень        | Покриття | Суперник     | Рахунок  |
| --------- | --- | -------- | ---------------------- | ------------- | -------- | ------------ | -------- |
| Поразка   | 0–1 | Сер 1994 | Сан-Марино, Сан-Марино | Світова серія | Ґрунт    | Карлос Коста | 1–6, 3–6 |

## Фінали ATP Челленджер і ITF Ф'ючерс

### Одиночний розряд: 16 (10–6)
| Легенда               |
| --------------------- |
| ATP Челленджер (10–6) |
| ITF Ф'ючерс (0–0)     |

| Фінали за покриттям |
| ------------------- |
| Тверде (2–1)        |
| Ґрунт (8–5)         |
| Трава (0–0)         |
| Килим (0–0)         |

| Результат | В-П  | Дата     | Турнір                       | Рівень     | Покриття | Суперник            | Рахунок            |
| --------- | ---- | -------- | ---------------------------- | ---------- | -------- | ------------------- | ------------------ |
| Перемога  | 1-0  | Бер 1994 | Белен (Бразилія), Бразилія   | Челленджер | Тверде   | Маріо Рінкон        | 6–4, 6–4           |
| Поразка   | 1-1  | Тра 1994 | Дрезден, Німеччина           | Челленджер | Ґрунт    | Марсело Ріос        | 7–5, 3–6, 3–6      |
| Поразка   | 1-2  | Бер 1995 | Індіан-Веллс, США            | Челленджер | Тверде   | Томмі Го            | 7–6, 6–7, 2–6      |
| Поразка   | 1-3  | Бер 1996 | Агадір, Марокко              | Челленджер | Ґрунт    | Крістіан Рууд       | 6–2, 3–6, 5–7      |
| Поразка   | 1-4  | Сер 1996 | Женева, Швейцарія            | Челленджер | Ґрунт    | Марсело Чарпентьєр  | 2–6, 1–3 ret.      |
| Перемога  | 2-4  | Бер 1997 | Салінас, Еквадор             | Челленджер | Тверде   | Гільберт Шаллер     | 6–1, 3–6, 6–2      |
| Поразка   | 2-5  | Кві 1997 | Неаполь, Італія              | Челленджер | Ґрунт    | Діну-Міхай Пескаріу | 4–6, 2–6           |
| Поразка   | 2-6  | Жов 1997 | Ліма, Перу                   | Челленджер | Ґрунт    | Томас Нюдаль        | 6–4, 0–6, 4–6      |
| Перемога  | 3-6  | Гру 1997 | Сантьяго, Чилі               | Челленджер | Ґрунт    | Франсіско Кабельйо  | 6–2, 6–2           |
| Перемога  | 4-6  | Тра 2000 | Любляна, Словенія            | Челленджер | Ґрунт    | Жоан Бальсельс      | 4–6, 6–1, 7–6(7–3) |
| Перемога  | 5-6  | Вер 2000 | Скоп'є, Республіка Македонія | Челленджер | Ґрунт    | Юрій Щукін          | 7–5, 6–4           |
| Перемога  | 6-6  | Лип 2001 | Айзенах, Німеччина           | Челленджер | Ґрунт    | Мартін Веркерк      | 5–7, 6–2, 6–1      |
| Перемога  | 7-6  | Лип 2001 | Монтобан, Франція            | Челленджер | Ґрунт    | Хуліан Алонсо       | 6–0, 4–1 ret.      |
| Перемога  | 8-6  | Лип 2001 | Оберштауфен, Німеччина       | Челленджер | Ґрунт    | Олівер Марах        | 6–0, 6–1           |
| Перемога  | 9-6  | Кві 2002 | Санремо, Італія              | Челленджер | Ґрунт    | Ренцо Фурлан        | 6–4, 6–3           |
| Перемога  | 10-6 | Лип 2002 | Ульм, Німеччина              | Челленджер | Ґрунт    | Мартін Веркерк      | 7–6(7–5), 4–6, 6–3 |

### Парний розряд: 1 (0–1)
| Легенда              |
| -------------------- |
| ATP Челленджер (0–1) |
| ITF Ф'ючерс (0–0)    |

| Фінали за покриттям |
| ------------------- |
| Тверде (0–0)        |
| Ґрунт (0–1)         |
| Трава (0–0)         |
| Килим (0–0)         |

| Результат | В-П | Дата     | Турнір             | Рівень     | Покриття | Партнер           | Суперники                     | Рахунок                 |
| --------- | --- | -------- | ------------------ | ---------- | -------- | ----------------- | ----------------------------- | ----------------------- |
| Поразка   | 0–1 | Вер 2002 | Будапешт, Угорщина | Челленджер | Ґрунт    | Ян-Фруде Андерсен | Пол Бакканелло Серхіо Ройтман | 4–6, 7–6(7–5), 5–6 ret. |

## Часовий графік результатів
| W | Ф | ПФ | ЧФ | #Р | КТ | К# | DNQ | A | NH |

### Одиночний розряд
| Турніри Великого шлему                 |     |     |     |     |     |     |     |     |     |     |     |        |      |     |
| Відкритий чемпіонат Австралії з тенісу | К1р |     | 1р  |     | К2р | 2р  | 1р  |     | К1р |     |     | 0 / 3  | 1–3  | 25% |
| Відкритий чемпіонат Франції з тенісу   |     |     |     | К3р | 1р  | 1р  | 1р  | К3р | К2р | К2р | К2р | 0 / 3  | 0–3  | 0%  |
| Вімблдонський турнір                   |     |     |     |     |     | 1р  | 1р  |     | К2р |     | К2р | 0 / 2  | 0–2  | 0%  |
| Відкритий чемпіонат США з тенісу       |     | 1р  |     |     | 1р  | 4р  | К1р | К1р | К2р | К2р |     | 0 / 3  | 3–3  | 50% |
| В-П                                    | 0–0 | 0–1 | 0–1 | 0–0 | 0–2 | 4–4 | 0–3 | 0–0 | 0–0 | 0–0 | 0–0 | 0 / 11 | 4–11 | 27% |
| Тур ATP Мастерс 1000                   |     |     |     |     |     |     |     |     |     |     |     |        |      |     |
| Індіан-Веллс                           |     |     | 1р  |     |     | К2р | К2р |     |     | К1р |     | 0 / 1  | 0–1  | 0%  |
| Відкритий чемпіонат Маямі з тенісу     |     |     | 2р  |     |     | 1р  |     | К1р | К1р | К2р | К1р | 0 / 2  | 1–2  | 33% |
| Монте-Карло                            |     | 1р  | 1р  |     |     |     |     |     |     |     |     | 0 / 2  | 0–2  | 0%  |
| Гамбург                                |     | К1р | 3р  | 2р  | 3р  | 2р  | 2р  |     |     |     | К1р | 0 / 5  | 7–5  | 58% |
| Рим                                    |     |     | 2р  |     |     |     | К1р |     |     |     |     | 0 / 1  | 1–1  | 50% |
| В-П                                    | 0–0 | 0–1 | 4–5 | 1–1 | 2–1 | 1–2 | 1–1 | 0–0 | 0–0 | 0–0 | 0–0 | 0 / 11 | 9–11 | 45% |